# The Turn
Albums de Live
Live at the Paradiso – Amsterdam
(2008)
Singles
1. The Way Around Is Through[1]
Sortie : 11 septembre 2014

The Turn est le huitième album studio du groupe de rock alternatif américain Live.

## Liste des titres
| 1.    | Siren's Call (Jerry Harrison, Chris Shinn, Aishlin Harrison, Bruce Wallace) | 4:10 |
| 2.    | Don't Run to Wait (J. Harrison, Shinn)                                      | 3:47 |
| 3.    | Natural Born Killers (Shinn, J. Harrison, A. Harrison)                      | 4:36 |
| 4.    | 6310 Rodgerton Dr. (J. Harrison, Shinn)                                     | 4:09 |
| 5.    | By Design (Shinn, Wallace)                                                  | 4:20 |
| 6.    | The Way Around Is Through (Shinn, J. Harrison)                              | 4:52 |
| 7.    | Need Tonight (Shinn, Wallace)                                               | 4:11 |
| 8.    | The Strength to Hold On (Shinn, Wallace)                                    | 5:32 |
| 9.    | We Open the Door (Shinn, Wallace)                                           | 4:52 |
| 10.   | He Could Teach the Devil Tricks (J. Harrison, Shinn)                        | 4:09 |
| 11.   | Till You Came Around (J. Harrison, Shinn, A. Harrison)                      | 4:42 |
| 49:10 |                                                                             |      |

## Personnel
La contribution des membres du groupe sur l’album est la suivante :
- Chris Shinn : chant, guitare ;
- Chad Taylor : guitares, chœurs ;
- Patrick Dahlheimer : basse, percussions ;
- Chad Gracey : batterie, percussions.